# W. Mark Felt
William Mark Felt, Sr. (Twin Falls, 17 de agosto de 1913 – Santa Rosa, 18 de dezembro de 2008) foi um diretor-assistente do FBI e a fonte secreta que informou Bob Woodward e Carl Bernstein sobre o caso Watergate, que levou à renúncia do presidente Richard Nixon. Escondido sob a alcunha de Garganta Profunda, sua verdadeira identidade só foi divulgada em 2005.

## Biografia
Foi um policial estadunidense que trabalhou para o Federal Bureau of Investigation (FBI) de 1942 a 1973 e era conhecido por seu papel no escândalo Watergate. Felt era um agente especial do FBI que acabou ascendendo ao cargo de Diretor Associado, o segundo posto mais alto do Bureau. Felt trabalhou em vários escritórios de campo do FBI antes de sua promoção à sede do Bureau. Em 1980, ele foi condenado por ter violado os direitos civis de pessoas consideradas associadas a membros do Weather Underground, ao ordenar que agentes do FBI invadissem suas casas e revistar as instalações como parte de uma tentativa de evitar bombardeios. Ele foi condenado a pagar uma multa, mas foi perdoado pelo presidente Ronald Reagan durante sua apelação.
Em 2005, aos 91 anos, Felt revelou à revista Vanity Fair que durante sua gestão como diretor associado do FBI ele havia sido a notória fonte anônima conhecida como "Garganta Profunda" que forneceu aos repórteres do The Washington Post Bob Woodward e Carl Bernstein com informações críticas sobre o escândalo Watergate, que acabou levando à renúncia do presidente Richard Nixon em 1974. Embora a identidade de Felt como Garganta Profunda fosse suspeita, inclusive pelo próprio Nixon, geralmente permanecia um segredo por 30 anos. Felt finalmente reconheceu que era Garganta Profunda depois de ser persuadido por sua filha a revelar sua identidade antes de sua morte. 

Felt publicou duas memórias: The FBI Pyramid em 1979 (atualizado em 2006) e A G-Man's Life, escrito com John O'Connor, em 2006. Em 2012, o FBI divulgou o arquivo pessoal de Felt, cobrindo o período de 1941 a 1978. Também divulgou arquivos relativos a uma ameaça de extorsão contra Felt em 1956.